# Big in Japan (chanson de Martin Solveig)
Pour les articles homonymes, voir Big in Japan.
Singles de Martin Solveig
Ready 2 Go
(2011) The Night Out
(2012)
Singles par Dragonette
Animale
(2010) Let It Go
(2012)
Singles par Idoling!!!
Don't think. Feel !!!
(2011) MAMORE!!!
(2012)
Pistes de Smash
We Came to Smash (In a Black Tuxedo) Get Away from You
Big in Japan est une chanson du DJ et compositeur français Martin Solveig en collaboration avec le groupe de musique électro-pop canadien Dragonette et le groupe pop féminin japonais Idoling!!!. La chanson sort le 24 octobre 2011 sous le label Mercury Records. 4e single extrait de son 5e album studio Smash, la chanson a été écrite par Martin Solveig, Martina Sorbara et produite par Martin Solveig. Big in Japan se classe en Belgique (Wallonie et Flandre), au Canada, en Roumanie et au Royaume-Uni.

## Clip vidéo
Le clip vidéo sort le 18 octobre 2011 sur le site de partage vidéo YouTube sur le compte de Martin Solveig. La vidéo dure 3 minutes et 42 secondes.

## Formats et liste des pistes
- Téléchargement digital

1. Big in Japan (feat. Idoling!!!) – 3:06

- Royaume-Uni digital EP

1. Big in Japan (Radio Edit) - 2:46
2. Big in Japan (Single Version) - 3:06
3. Big in Japan (Club Edit) - 4:50
4. Big in Japan (Ziggy Stardust Mix) - 5:26
5. Big in Japan (Les Bros Mix) - 5:30
6. Big in Japan (Denzal Park Mix) - 6:44
7. Big in Japan (Thom Syma mIX) - 5:51

## Crédits
- Écrit par Martin Solveig et Martina Sorbara
- Composé et réalisé par Martin Solveig
- Publié par Dragonette Inc., Fujipacific Music Inc. et Temps D'Avance
- Chant et chœurs - Dragonette et Idoling!!!
- Instruments et programmation - Martin Solveig
- Mixé par Martin Solveig et Philippe Weiss à Red Room Studio, Suresnes
- Masterisé par Tom Coyne à Sterling Sound, New York
  - Idoling!!! apparaît avec l'autorisation de Pony Canyon Inc.

## Classement par pays
| Classement (2011-2012)          | Meilleure position |
| ------------------------------- | ------------------ |
| Belgique (Flandre Ultratip 100) | 37                 |
| Belgique (Wallonie Ultratip 50) | 22                 |
| Canada (Hot 100)                | 36                 |
| Roumanie (Romanian Top 100)     | 61                 |
| Royaume-Uni (UK Singles Chart)  | 118                |
| Royaume-Uni (UK Dance Chart)    | 21                 |

## Historique de sortie
| Pays        | Date            | Format                 | Label                |
| ----------- | --------------- | ---------------------- | -------------------- |
| Belgique    | 24 octobre 2011 | Téléchargement digital | Temps D'Avance       |
| France      | 24 octobre 2011 | Téléchargement digital | Temps D'Avance       |
| Royaume-Uni | 12 février 2012 | Téléchargement digital | All Around the World |
| Irlande     | 12 février 2012 | Téléchargement digital | All Around the World |